# Scindapsus
Scindapsus is een geslacht van bedektzadigen uit de aronskelkfamilie (Araceae), inheems in Zuidoost-Azië, op Nieuw-Guinea en in Queensland.
Hoewel het niet altijd makkelijk is om de geslachten Scindapsus en Epipremnum van elkaar te onderscheiden, zijn het wel degelijk twee verschillende geslachten. Het voornaamste verschil is het aantal zaden dat ze voortbrengen. Daar waar planten uit het geslacht Scindapsus één zaadknop hebben in ieder vruchtbeginsel, hebben planten uit het geslacht Epipremnum er enkele.
De zaden uit dit geslacht zijn afgerond, tot lichtjes niervormig. De planten zelf zijn vaste klimplanten.
... · 
Aglaonema · 
Alocasia · 
Amorphophallus · 
Anthurium · 
Arum (Aronskelk) · 
Caladium · 
Calla · 
Culcasia · 
Dieffenbachia · 
Dracunculus · 
Epipremnum · 
Gymnostachys · 
Helicodiceros · 
Lemna (Eendenkroos) · 
Monstera · 
Philodendron · 
Pistia · 
Scindapsus · 
Spathiphyllum (Lepelplant) · 
Spirodela · 
Wolffia · 
...